# Roche-Turm (Bau 2)

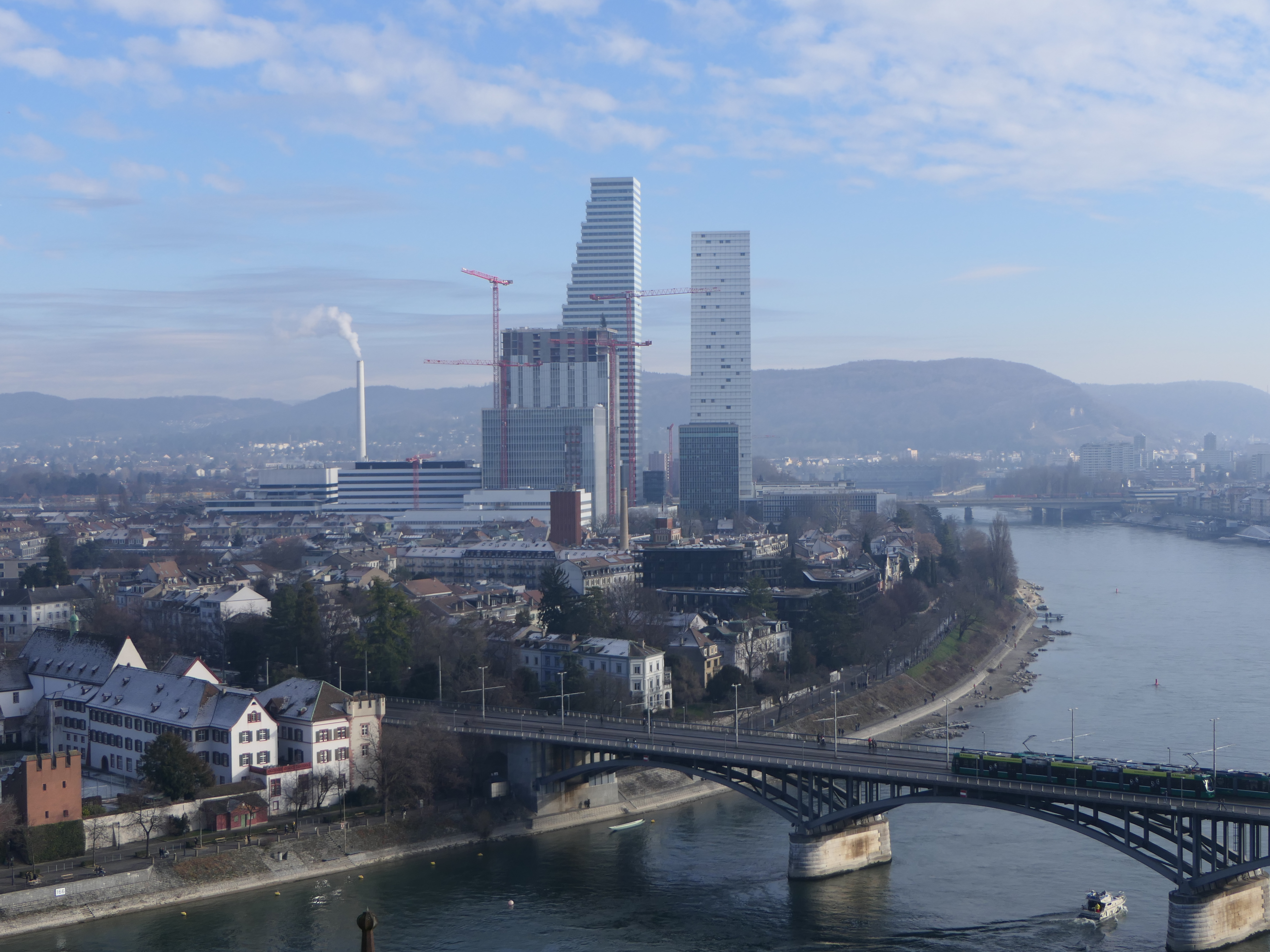
Blick auf das Areal vom Münster aus; Bau 2 in Bildmitte

Der Roche-Turm (Bau 2), auch Roche Tower, ist ein Bürohochhaus in Basel des in der Schweiz beheimateten Pharmakonzerns Roche Holding.
Der Bau 2 lehnt sich optisch stark an den 2015 fertiggestellten Roche-Turm (Bau 1) an, der vom Schweizer Architekturbüro Herzog & de Meuron entworfen wurde. Er ist 205 m hoch (50 Geschosse) und stellt bei einer geringeren Grundfläche als Bau 1 mit 2.400 Büroarbeitsplätzen etwa gleich viel Kapazität bereit. Damit hat er Bau 1 (178 m) 2022 als das höchste Hochhaus der Schweiz abgelöst. Die Investitionssumme des Roche-Turms Bau 2 wird auf 550 Millionen Schweizer Franken beziffert. Generalplaner des Roche-Turms (Bau 2) war das Büro Drees & Sommer.

## Geschichte
Im Oktober 2014 kündigte der Pharmakonzern Roche an, nach dem Bau des ersten Roche-Turms, einen zweiten, höheren bauen zu wollen. Nachdem es keine Einsprachen gegen den Bebauungsplan für das Nordareal im Wettsteinquartier gab, reichte das Unternehmen das Baugesuch für das zweite Hochhaus ein.
Im November 2016 begann der Abriss älterer Gebäude auf dem Roche-Areal, um für den neuen Roche-Turm 2 Platz zu schaffen. Anfang 2019 konnte mit dem Hochbau begonnen werden. Mitte Juli 2019 wurden bereits zwölf Obergeschosse und 58 Meter des Hochhauses erreicht. Gegen Ende November 2019 wuchs das Hochhaus auf 90 Meter an. Im Juli 2020 war es über 160 Meter hoch. Im Herbst 2020 überholte der Roche-Turm 2 den Roche-Turm 1 um 3 Meter. Im Dezember 2020 erreichte der Roche-Turm (Bau 2) seine vollständige Höhe von 205 Metern. Gleichzeitig war die Fassadenverkleidung wie auch der Innenausbau und die Haustechnik bis zum 36. Stockwerk fertiggestellt. Trotz des noch im Bau stehenden Turms plant Roche bereits einen dritten Bau. Dieser soll bis zu 221 Meter hoch werden.
Der Roche-Turm Bau 2 wurde am 2. September 2022 eingeweiht.

## Rezeption
Wie schon beim ersten Bau fallen die Stimmen unterschiedlich aus. Neben Bewunderung und Anerkennung für die entstehende Hochhauslandschaft wird die monotone Fassadengestaltung und Ideenlosigkeit kritisiert. Eine um 90 Grad gedrehte Kopie des ersten Hochhauses sei eine banale Formgebung.